# Otero de Herreros
Otero de Herreros ist ein Ort und eine Gemeinde (municipio) mit 966 Einwohnern (Stand: 2024) in der zentralspanischen Provinz Segovia in der Autonomen Region Kastilien-León. 

## Lage und Klima
Otero de Herreros liegt in der kastilischen Meseta in ca. 1140 m Höhe ungefähr 13 Kilometer (Fahrtstrecke) südsüdöstlich der Provinzhauptstadt Segovia. Das Klima ist gemäßigt bis warm; Regen (ca. 602 mm/Jahr) fällt mit Ausnahme der trockenen Sommermonate übers Jahr verteilt.

## Bevölkerungsentwicklung
| Jahr      | 1970 | 1981 | 1991 | 2001 | 2011 | 2021 |
| Einwohner | 1087 | 848  | 826  | 838  | 1000 | 957  |

## Sehenswürdigkeiten

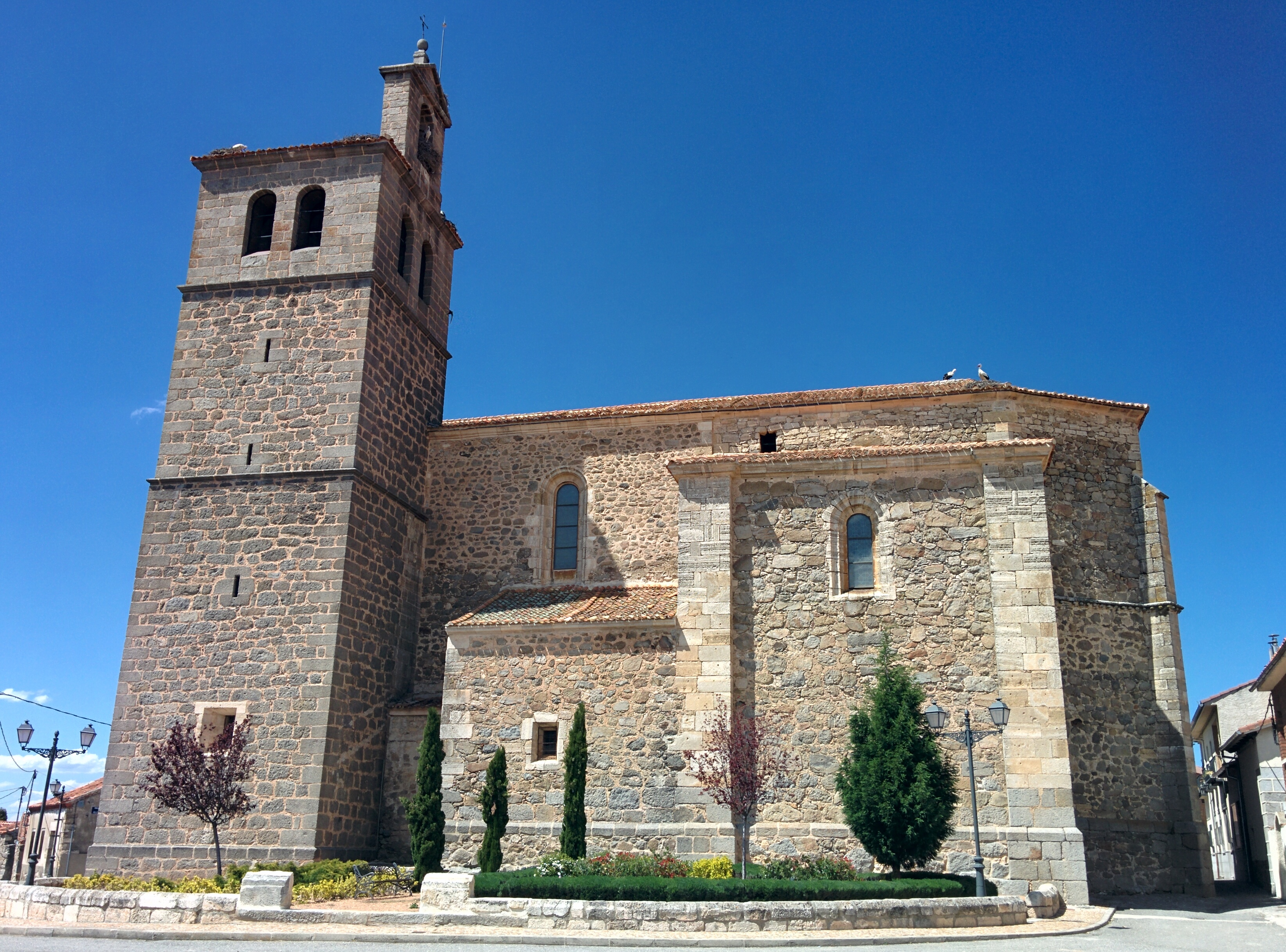
Justus-und-Pastor-Kirche
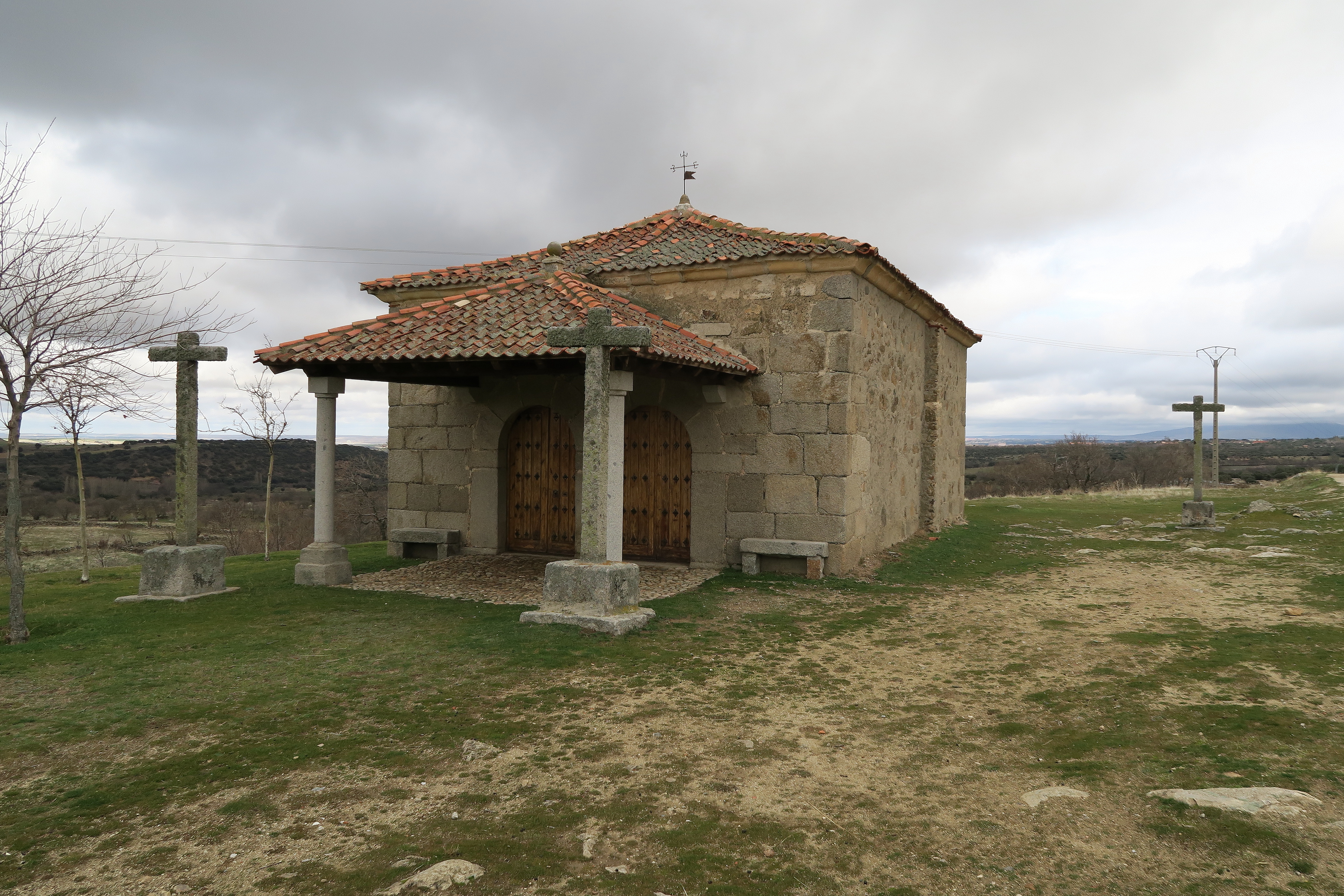
Rochuskapelle
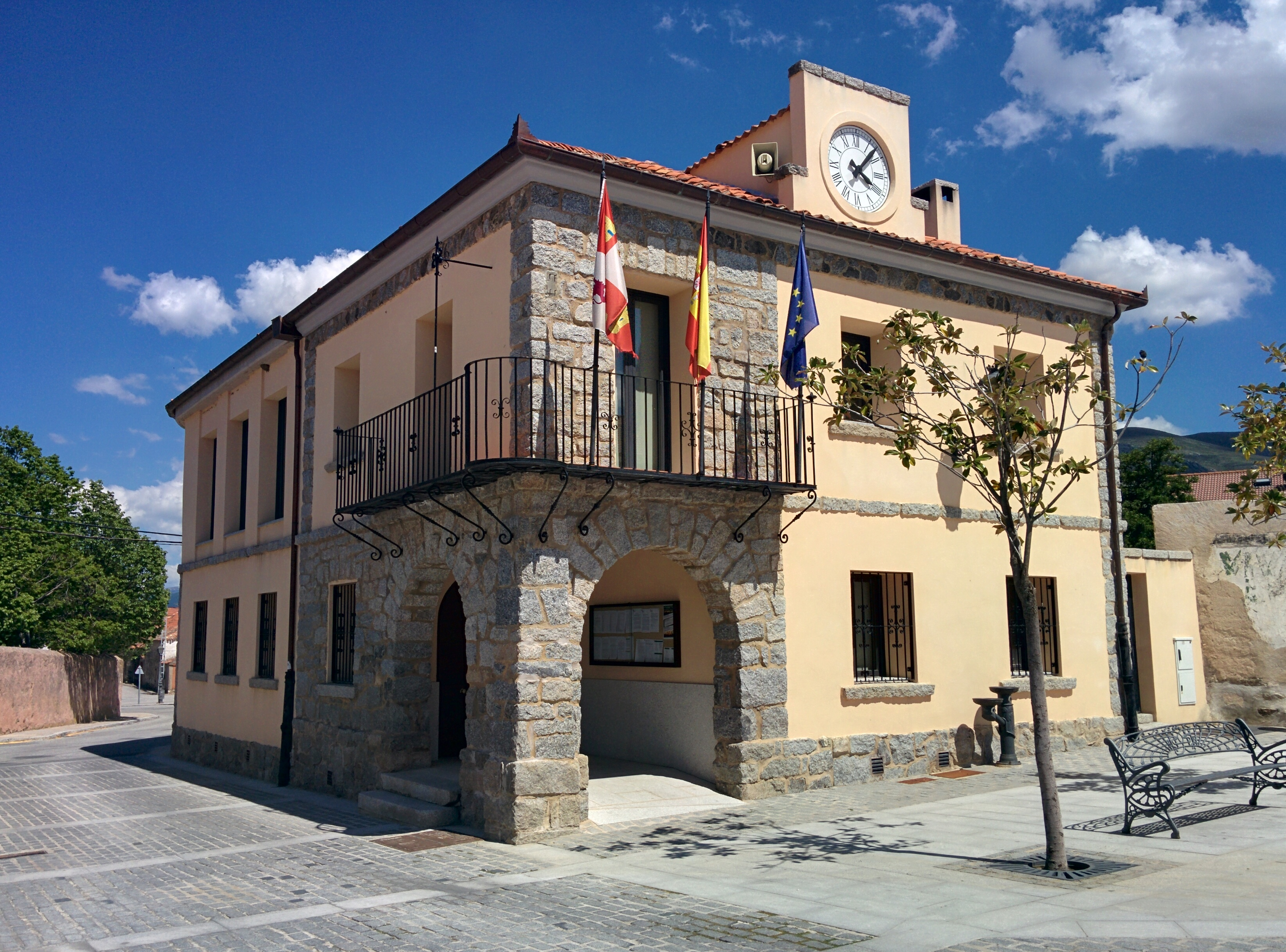
Rathaus

- Justus-und-Pastor-Kirche
- Rochuskapelle
- Rathaus